# Pterocarpus homblei
Pterocarpus homblei är en ärtväxtart som beskrevs av De Wild. Pterocarpus homblei ingår i släktet Pterocarpus och familjen ärtväxter. Inga underarter finns listade i Catalogue of Life.